# Houston Oilers 1963
La stagione 1963 degli Houston Oilers è stata la quarta della storia della franchigia nell'American Football League. Houston aveva vinto i primi due titoli della lega ed era stata finalista nel 1962, perdendo dopo due tempi supplementari. Nel 1963, gli  Oilers persero le ultime quattro gare, finendo con un record di 6-8, una gara e mezzo dietro ai Boston Patriots e ai Buffalo Bills nella Eastern division. Fu quindi la prima occasione in cui la squadra non si qualificò per i playoff.

## Calendario
| Stagione regolare |                       |                    |                    |
| Turno             | Avversario            | Risultato          | Record             |
| 1                 | Oakland Raiders       | S, 24–13           | 0–1                |
| 2                 | Denver Broncos        | V, 20–14           | 1–1                |
| 3                 | at New York Jets      | S, 24–17           | 1–2                |
| 4                 | at Buffalo Bills      | V, 31–20           | 2–2                |
| 5                 | at Kansas City Chiefs | S, 28–7            | 2–3                |
| 6                 | at Denver Broncos     | V, 33–24           | 3–3                |
| 7                 | Buffalo Bills         | V, 28–14           | 4–3                |
| 8                 | Kansas City Chiefs    | V, 28–7            | 5–3                |
| 9                 | at Boston Patriots    | S 45–3             | 5–4                |
| 10                | New York Jets         | V, 31–27           | 6–4                |
| 11                | Settimana di pausa    | Settimana di pausa | Settimana di pausa |
| 12                | at San Diego Chargers | S, 27–0            | 6–5                |
| 13                | Boston Patriots       | S, 46–28           | 6–6                |
| 14                | San Diego Chargers    | S, 20–14           | 6–7                |
| 15                | at Oakland Raiders    | S, 52–49           | 6–8                |

## Classifiche
| AFL Eastern Division | AFL Eastern Division | AFL Eastern Division | AFL Eastern Division | AFL Eastern Division | AFL Eastern Division | AFL Eastern Division | AFL Eastern Division | AFL Eastern Division | AFL Eastern Division |
|                      | V                    | S                    | P                    | %                    | DIV                  | PF                   | PS                   | Str.                 |                      |
| -------------------- | -------------------- | -------------------- | -------------------- | -------------------- | -------------------- | -------------------- | -------------------- | -------------------- | -------------------- |
| Boston Patriots      | 7                    | 6                    | 1                    | .538                 | 4–2                  | 327                  | 257                  | S1                   |                      |
| Buffalo Bills        | 7                    | 6                    | 1                    | .538                 | 3–3                  | 304                  | 291                  | V2                   |                      |
| Houston Oilers       | 6                    | 8                    | 0                    | .429                 | 3–3                  | 302                  | 372                  | S4                   |                      |
| New York Jets        | 5                    | 8                    | 1                    | .385                 | 2–4                  | 249                  | 399                  | S3                   |                      |

Nota: I pareggi non venivano conteggiati ai fini della classifica fino al 1972.